# Ераковић
Ераковић је српско презиме, настало од презимена Хераковић, губљењем почетног слова Х. Старо братство Ераковића (Хераковића) је припадало племену Његуши. Током 16. и 17. вијека су живјели на сјеверозападној падини Ловћена. Презиме је добило име по претку Хераку, који се са планине Његош у Херцеговини доселио у Његуше. Ераковићи су од старина славили Ђурђевдан. 
Презиме Ераковић је заступљено у селима Братишковци, Штиково, Кањане, Миочић и Кричке у Далмацији. У Славонији га има у селима Цабуна, Заграђе и Сибињ. Ераковићи из села Тупан у Бањанима славе Аранђеловдан.
Ераковићи из племена Његуши, су имали обичај да на Ловћен износе крсте на Тројичиндан.